# Али Макгро
Елизабет Алис „Али” Макгро (енгл. Elizabeth Alice "Ali" MacGraw; Паунд Риџ, 1. април 1939) је америчка глумица.

## Филмографија
| Улоге Али Макгро |               |               |                         |          |
| Година           | Српски назив  | Изворни назив | Улога                   | Напомена |
| 1970.            | Љубавна прича |               | Џенифер „Џени” Кавалери |          |
| 1972.            | Бекство       |               | Керол Мекој             |          |
| 1978.            | Конвој        |               | Мелиса                  |          |